# Alberico da Barbiano
Alberico da Barbiano (Barbiano, 1349 – Città della Pieve, 26 aprile 1409) è stato un condottiero italiano.
Fu conte di Cunio, signore di Castel Bolognese, Conversano, Cotignola, Dozza, Giovinazzo, Granarolo, Lugo, Montecchio Emilia, Nogarole Rocca, Tossignano e Trani, Gonfaloniere della Chiesa, senatore di Roma e gran connestabile del Regno di Napoli.

## Biografia
(Ariodante Fabretti, Biografie dei capitani venturieri dell'Umbria, scritte ed illustrate con documenti, vol. 1, Montepulciano, 1842, p. 109)

### L'infanzia
Alberico, figlio di Alidosio, discendente da un'antica famiglia nobile di origine carolingia, i conti di Cunio e signori di Barbiano, Lugo e Zagonara, nacque a Barbiano nel 1349.
Sin da ragazzo mostrò un temperamento «infaticabile, senza paura e pieno di amor di gloria» che lo portò ben presto a tralasciare gli studi per porsi al servizio di Giovanni Acuto; narra infatti un aneddoto che, dopo esser stato sconfitto dal fratello Giovanni mentre si esercitavano con la spada, egli giurò di lasciarsi morire di fame rifiutando ogni tipo di cibo piuttosto che sopravvivere ad un tale disonore, che venne riscattato in seguito ad un successivo incontro.

### Le prime battaglie: la Compagnia di San Giorgio
Nel 1365, sedicenne, Alberico e la sua famiglia entrarono in conflitto con i Visconti per il possesso di Zagonara: la disputa ebbe termine con l'intervento di Daniele Del Carretto, rettore pontificio della Romagna.
Nel 1375 affiancò Giovanni Acuto nella guerra degli Otto Santi contro la Repubblica di Firenze e un anno più tardi (1376) partecipò all'eccidio di Faenza. Nel 1377, dopo la distruzione di Cesena, avvenuta il 1º febbraio, Barnabò Visconti lo prese al proprio servizio, come aveva fatto in precedenza col padre Alidosio.
L'anno seguente (1378) Alberico fondò la sua Compagnia di San Giorgio, disgustato dalle razzie e dalle stragi compiute dai capitani di ventura stranieri: essa, infatti, divenne la prima compagnia di ventura interamente composta da miliziani italiani; la prima battaglia a cui partecipò la compagnia fu quella che vedeva contrapposti i Visconti e gli Scaligeri, alleati con i Da Carrara.
Dalla sua compagnia emersero in seguito molti condottieri famosi come Braccio da Montone, Ceccolino Michelotti, Facino Cane, Jacopo Caldora, Jacopo Dal Verme, Muzio Attendolo Sforza, Ottobuono de' Terzi ed Ugolotto Biancardo.
Inoltre, sempre in questi anni, si preoccupò di innovare l'arte guerriera modificando le barde dei cavalli, rendendole delle vere e proprie coperte d'acciaio lunghe fino alle ginocchia del quadrupede, ideando nuove tecniche di carica e munendo il muso del destriero di uno spuntone che all'occorrenza diveniva micidiale nell'assalto; aggiunse, inoltre, la ventaglia e il collare all'elmo del cavaliere per proteggerne il collo.

Vessillo donato ad Alberico da papa Urbano VI

### Al servizio di Papa Urbano VI: la battaglia di Marino
Lo spirito battagliero di Alberico e la potenza della sua compagnia ebbero subito una grande fama su tutta la penisola: quando le milizie mercenarie bretoni dell'antipapa Clemente VII scesero in Italia intenzionate a deporre papa Urbano VI, egli rispose prontamente alla chiamata di aiuto da parte di quest'ultimo e di Caterina da Siena. Nella battaglia di Marino (1379) sconfisse le milizie bretoni e guascone comandate da Giovanni di Maléstroit, Luigi di Montjoie e Bernardo della Sala, sbaragliando le truppe avversarie in meno di 5 ore: verso sera egli entrò trionfante a Roma, acclamato da una moltitudine di persone; il papa, recatosi incontro al vincitore a piedi nudi, lo nominò "Cavaliere di Cristo" e gli conferì solennemente nella Basilica di San Pietro un grande stendardo bianco attraversato da una croce rossa, recante il motto latino dorato "LI-IT-AB-EXT" ("Liberata Italia ab exteris", cioè "Italia liberata dai barbari"). Venne inoltre nominato senatore dello Stato Pontificio.
In seguito alla vittoria Santa Caterina scrisse una lettera ad Alberico per esortarlo a rimanere schierato col pontefice:
(Niccolò Tommaseo, lettera di Santa Caterina n. 219)
Sconfitti i bretoni, giunse in aiuto di Carlo III d'Angiò-Durazzo (1380), al quale era stato sottratto il legittimo trono dalla regina Giovanna I d'Angiò, schieratasi dalla parte dei bretoni per paura di essere deposta; nello scontro egli sconfisse lo stesso Giovanni Acuto dal quale aveva appreso l'arte militare. Per riconoscenza, Carlo III lo nominò gran connestabile del Regno di Napoli.
Nel 1385 liberò, assieme al fratello Giovanni, la natia Barbiano, occupata dalle truppe bolognesi di Giacomo Boccadiferro in seguito alla morte del loro padre Alidosio.

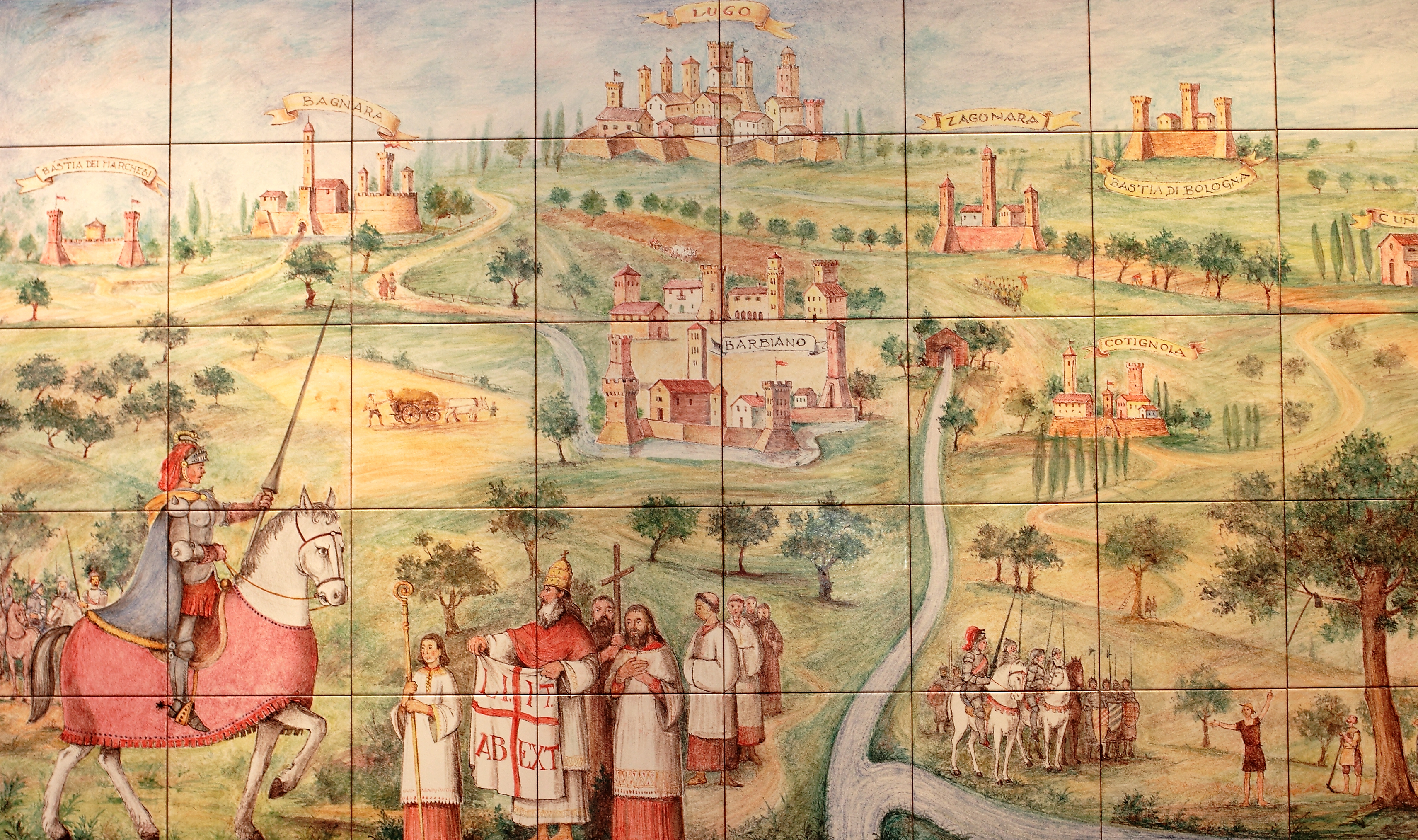
Mosaico celebrativo di Alberico a Barbiano.

### Al soldo dei Visconti
Nel 1392 Alberico fu sconfitto e fatto prigioniero presso Ascoli Piceno da Luigi I d'Angiò-Valois, intenzionato anch'egli, come i bretoni, a deporre il pontefice. Il condottiero fu riscattato, per la somma di 3 000 fiorini, da Gian Galeazzo Visconti, il quale lo accolse poi nella sua compagnia (24 aprile 1392).
Sotto le insegne del Ducato di Milano, Alberico entrò nel territorio della Repubblica di Firenze nel 1397 assieme al fratello Giovanni, saccheggiando e devastando parte del contado. Subito dopo venne richiamato in Lombardia da Gian Galeazzo, deciso a sbaragliare una volta per tutte le truppe del duca Francesco Gonzaga, alleato dei fiorentini; assieme a Jacopo Dal Verme sbaragliò le truppe del Gonzaga presso Borgoforte, ma all'ultimo momento, poco prima della battaglia decisiva, Gian Galeazzo firmò un armistizio con la potente famiglia mantovana.
Licenziatosi dall'incarico visconteo, Alberico ricevette la chiamata d'aiuto dal re del Regno di Napoli Ladislao d'Angiò-Durazzo, assediato nuovamente dai francesi, guidati questa volta da Luigi II d'Angiò-Valois, il quale venne sconfitto dopo ripetute battaglie presso Afragola.

### La morte del fratello Giovanni e la guerra contro i Manfredi
Nel 1399, mentre si trovava nel Regno di Napoli, Alberico ricevette la notizia della morte del fratello Giovanni, impiccato in piazza a Bologna per crimini di razzia e strage. Alberico dichiarò così guerra ad Astorre I Manfredi, responsabile dell'esecuzione del fratello, attaccando Faenza nell'ottobre dello stesso anno e conducendo un lungo assedio alla città insieme a Pino II Ordelaffi.
Nel 1401 si alleò con Giovanni I Bentivoglio, signore di Bologna, il quale però si accordò in segreto con il Manfredi, costringendo Alberico a liberare l'assedio a Faenza. Adirato dal tradimento, invase il Bolognese e cominciò una lunga guerra contro il Bentivoglio e il Manfredi. Nel 1402 partecipò alla battaglia di Casalecchio, che segnò la presa di Bologna da parte di Gian Galeazzo Visconti, che tuttavia morì pochi mesi dopo di peste.
Nel 1403 papa Bonifacio IX nominò legato per Bologna e la Romagna il cardinale Baldassarre Cossa, affidandogli l'incarico di recuperare i territori perduti dallo Stato Pontificio. Alberico, capitano delle milizie pontificie in Romagna, ne approfittò per assaltare Faenza. Astorre Mandredi fu costretto quindi a cedere Faenza e a partire in l'esilio a Rimini (1404).
Alberico aspirava a diventare signore di Faenza, ma le sue ambizioni rimasero insoddisfatte. L'anno seguente (1405) cercò di rifarsi con il cardinale Cossa. Bologna fu colpita da una grave carestia. Il cardinale acquistò una grossa partita di grano nelle Marche. Il carico, diretto a Bologna, passò dalla Romagna. Qui fu intercettato da Alberico e non giunse mai nel capoluogo felsineo. Il legato pontificio si recò di persona a trattare con il condottiero. Alberico chiese al Cossa 10 000 ducati e la conferma dei castelli che possedeva. Il cardinale rifiutò la proposta e trovò un accordo con la Repubblica di Firenze, che in cambio ricevette il feudo di Piancaldoli.
Convocato un consiglio generale a Bologna, Baldassarre Cossa dichiarò guerra ad Alberico. Come primo atto fece emanare una scomunica contro di lui da papa Innocenzo VII (giugno 1405). Successivamente ordinò alle milizie di attaccare i possedimenti di Alberico. Furono prese Castel Bolognese, Dozza e Massa Lombarda (luglio 1405). In settembre le due parti concordarono una tregua.

### Gli ultimi anni
Nel 1408 Alberico seguì il re Ladislao d'Angiò-Durazzo nel suo tentativo di conquistare Roma, assediando Ostia (16 aprile) e giungendo alle porte della città papale, dove entrò il 21 dello stesso mese fingendosi protettore di papa Gregorio XII. Nel giugno dello stesso anno prese Perugia, Orte, Amelia, Terni e Rieti.
Morì secondo la maggior parte degli storici a Città della Pieve il 26 aprile 1409 a causa di una pielonefrite, venendo sepolto nel Castello di Pieve del Vescovo, presso Perugia. Non è tuttavia dello stesso parere lo storico locale Luigi Baldisseri che menzionando un atto del re Ladislao d'Angiò-Durazzo, datato 12 maggio e conservato nell'Archivio di Stato di Napoli, pone la morte del condottiero all'11 maggio, a seguito della conferma del suo testamento, avvenuta il giorno successivo. Il condottiero, infatti, sempre secondo il Baldisseri, sarebbe morto di pielonefrite mentre si trovava accampato nei pressi di Cortona, dove apprese la notizia di una nuova rivolta, questa volta in Romagna, sua terra natia: il figlio Manfredo, signore di Lugo, aveva dichiarato guerra al fratello ribelle Lodovico, signore di Zagonara, schieratosi assieme al cardinale Cossa, divenuto suo acerrimo nemico, ed intenzionato ad occupare la città.

## Discendenza
Alberico ebbe due mogli, ma soltanto dalla seconda, Beatrice da Polenta, figlia di Guido III da Polenta, sposata nel 1380, ebbe prole:
- Lodovico;
- Manfredo;
- Lippa;
- Giovanna.

Della prima moglie non si conosce l'identità.